# 伊万里焼

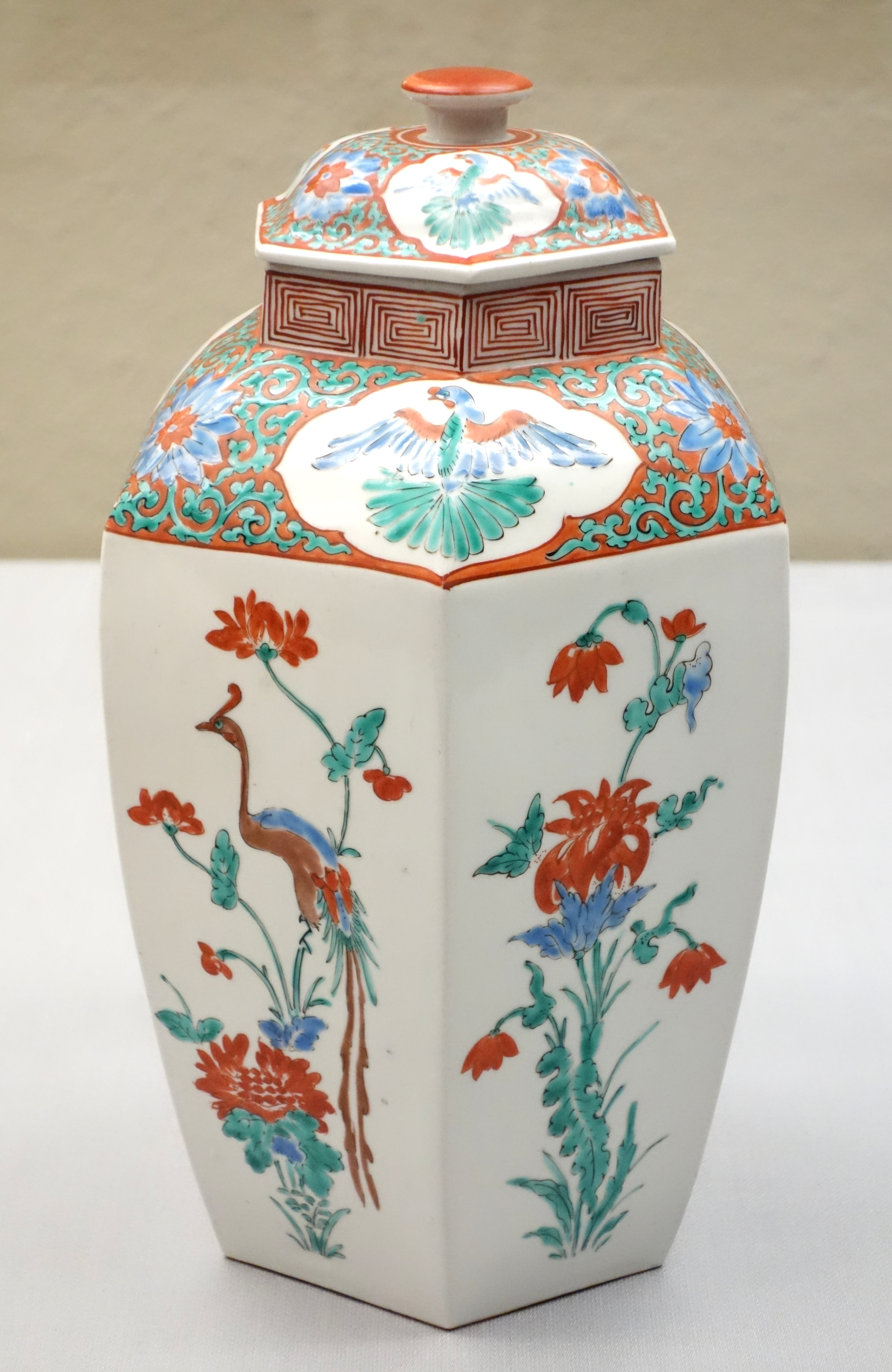
色絵花鳥文六角壺（柿右衛門様式）17世紀 東京国立博物館蔵

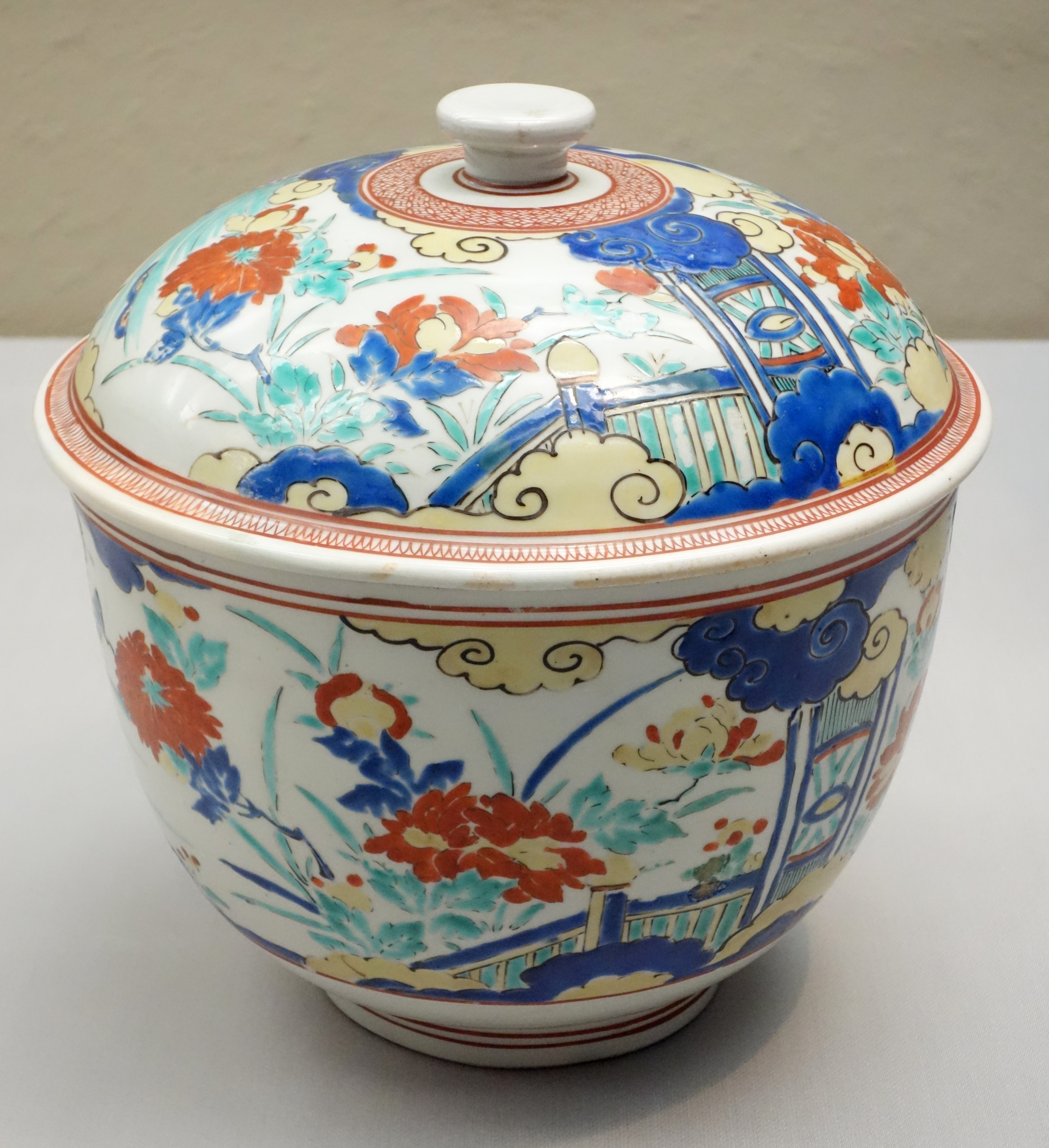
色絵牡丹文蓋物（柿右衛門様式）17世紀 東京国立博物館蔵

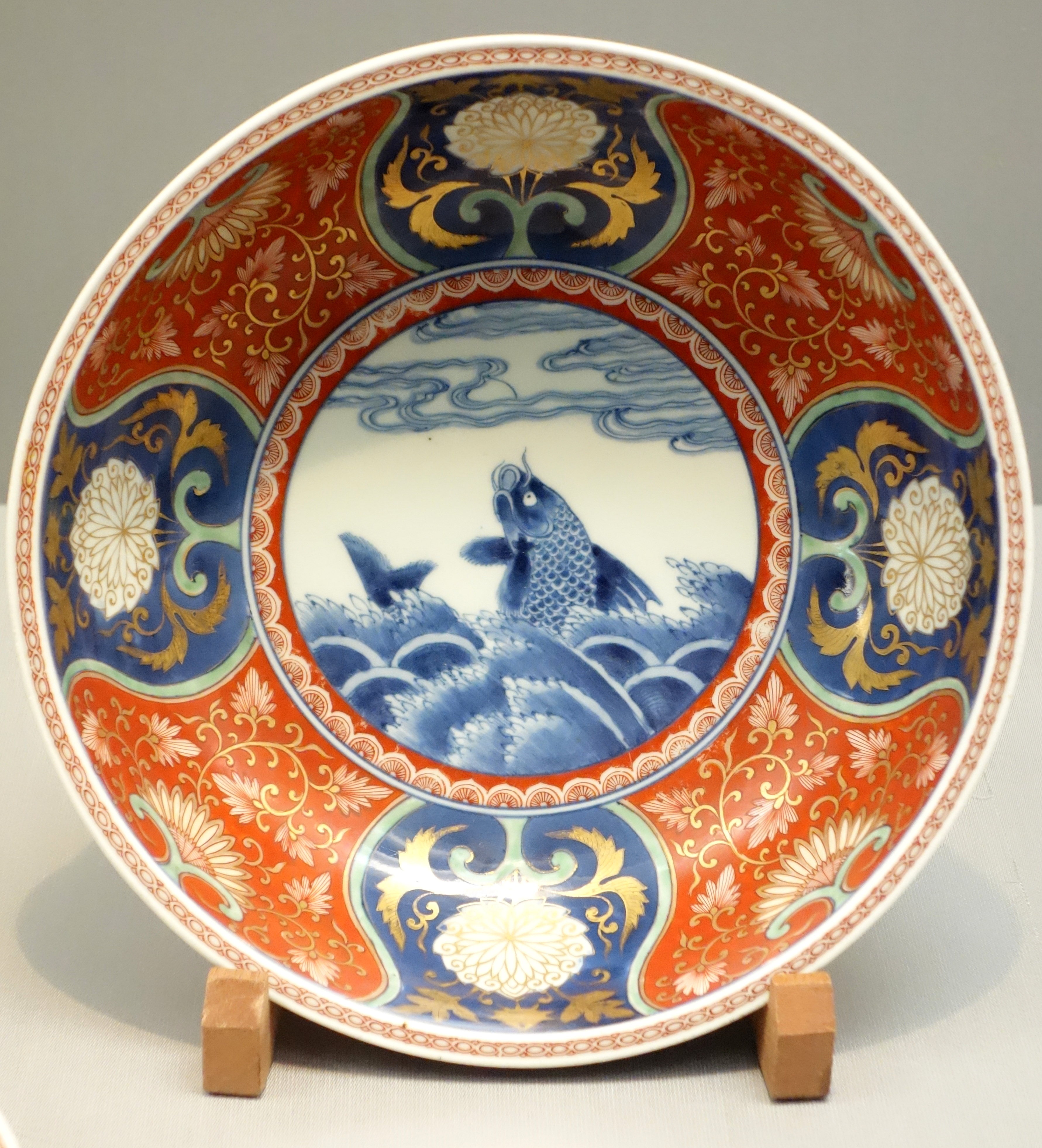
色絵荒磯文鉢 17 - 18世紀 東京国立博物館蔵

伊万里焼（いまりやき）は、有田（佐賀県有田町）を中心とする肥前国（現代の佐賀県および長崎県）で生産された磁器の総称。この名は磁器の積出港の伊万里津（港）に由来し、有田の製品のほか、三川内焼、波佐見焼、鍋島焼なども含む。
一方で、近代以降に、伊万里市大川内町などで焼かれている磁器も「伊万里焼」と呼ばれるようになり、区別するために前近代のものを「古伊万里（焼）」と呼ぶことがある。

## 概要
近世の伊万里焼は肥前国、特に西肥前一帯で焼かれた磁器の総称を指した。この名は磁器の積出港の伊万里津（港）によるもので、国内外で「イマリ（IMARI）」と呼ばれた。
しかし、1897年（明治30年）に門司・有田・佐世保間に九州鉄道が開通すると、焼物も鉄道輸送されるようになり、この頃から有田焼、伊万里焼、志田焼、波佐見焼、三川内焼など、焼物は産地別の名前で呼び分けるようになった。その結果、近代以降に伊万里市大川内町などで焼かれている磁器も「伊万里焼」と呼ばれるようになったため、先述のように、区別のために前近代のものは「古伊万里（焼）」と呼び区別することがある。
伊万里市の資料では「古伊万里」と「伊万里焼」を区別（あるいは古伊万里を指す場合は「伊万里焼（古伊万里）」と表記）しており、「古伊万里」は江戸時代に肥前地区で焼かれた磁器が伊万里港から積み出されて日本国内だけでなくヨーロッパまで輸出されたものの総称としている。一方、「伊万里焼」については、鍋島藩が藩窯を組織した鍋島の系譜（技法）を引き継いでいる大川内山に窯元群があるものを指しており、鍋島染付、色鍋島、鍋島青磁の三つに大きく分けられるとしている。

## 歴史
古伊万里は近世肥前磁器とも称され、1610年代から焼かれるようになった日本で最初の磁器である。
佐賀藩（鍋島藩）の藩祖鍋島直茂が豊臣秀吉の朝鮮出兵（文禄・慶長の役、1592年 - 1598年）に参加したことをきっかけに、朝鮮から多くの陶工が生活のため佐賀へ渡った。これらの陶工によって有田における磁器製造が開始された。通説では朝鮮出身の李参平（日本名：金ヶ江三兵衛）が有田の泉山で磁器の原料となる陶石を発見し、元和2年（1616年）に有田東部の天狗谷窯で磁器焼造を始めたとされている。金ヶ江三兵衛が実在の人物であることは古文書等から確認されているが、元和2年（1616年）に初めて磁器を焼造したということは史料からは確認できない。九州陶磁文化館の大橋康二らの窯跡調査によると、磁器が最初に焼造されたのは有田東部の天狗谷窯ではなく、有田西部の天神森窯、小物成窯、小溝窯などの窯であり、消費地での発掘調査などから、磁器製造の創始は1610年代であるというのが定説になっている。1637年に焼き物産業推進方針を決めた鍋島藩により窯場は13箇所に整理され、渡来人陶工を中心とした本格的な有田焼産業が発達した。
有田は山に囲まれた盆地にあり、この泉山の陶石（磁器の材料）は火山性の流紋岩で、それが近くの英山（はなぶさやま）の噴火で蓋をされて、長い時間をかけた温泉効果で白色の陶石に替わり、「変質流紋岩火砕岩」と呼ばれものになった。この岩を盆地に流れ込む小川に水車を応用して、細かく砕き陶土（磁器用土）として、また坂を利用して登り窯を作ることができた。
1610年代から1630年代頃までの初期製品を陶磁史では「初期伊万里」と称する。この時期の製品は、白磁に青一色で模様を表した染付磁器が主で、絵付けの前に素焼を行わない「生掛け」技法を用いている点が特色である。初期の磁器は、砂目積みという技法が使われている。砂目積みとは、窯焼き時に製品同士の熔着を防ぐために砂を挟む技法で、中国製の磁器にはみられない朝鮮独特の技法である。このことから、朝鮮から渡来の陶工が生産に携わったことが明らかである。一方、当時の朝鮮半島の磁器は、器面に文様のない白磁であったので、呉須（コバルトを主原料とする絵具）で文様を描く染付の技法や意匠は中国由来（中国出身の陶工作）のものであると考えられる。この初期伊万里は絵付けの発色が安定せず、生地も厚く歪みや押指の跡が残るなど粗雑な部分があり、次第に九谷焼や柿右衛門などに押され市場から姿を消してしまった。しかし初期伊万里は後に1960年頃より素朴な美しさや叙情美が再評価され、早々に市場から淘汰されたことによる流通量の少なさから以後は希少性が高く高値で珍重されるようになった。
1640年代には有田西部の山辺田窯（やんべたがま）などで色絵磁器の生産が創始され、国内向けの大皿などの色絵磁器製品が生産された。これらは、加賀（石川県）の九谷が産地であると長年考えられていたことから「古九谷」と称され、現代の陶磁史では「古九谷様式」あるいは「初期色絵」と称されている。
1640年頃からは鍋島藩が将軍家・諸大名などへの贈答用高級磁器をもっぱら製造する藩窯が活動を開始。この藩窯製品を今日、「鍋島様式」あるいは「鍋島焼」と呼んでいる。
中国では1644年に明王朝が滅亡。1656年には清により遷界令が発せられて、商船の航行が禁止され、中国陶磁の輸出が一時途絶えた。このため、オランダ商館長ツァハリアス・ヴァグナーは中国製陶磁器を見本としてヨーロッパ人の好みに合う製品を制作するように依頼し、伊万里焼の海外への輸出が始まった。中国製磁器の輸出が再開されてからは、東南アジア方面の市場は中国製磁器に奪還されたが、ヨーロッパ方面への伊万里焼の輸出は継続した。
1670年代には、素地や釉薬が改良され、白磁の地にほとんど青味のない「濁手」（にごしで）と呼ばれる乳白色の素地が作られるようになった。この濁手の素地に色絵で絵画的な文様を表したものを「柿右衛門様式」と称している。
1690年代には染付の素地に赤、金などを多用した絵付を施した製品が作られるようになった。これを「古伊万里金襴手」と称し、この種の様式のものがヨーロッパ向けの輸出品となった。
17世紀後半から18世紀前半にかけて、記録に残るだけで200万個以上が輸出された。しかし17世紀末になると中国が磁器の輸出を再開し、18世紀前半にはヨーロッパでもマイセンなどで磁器が生産されるようになったため、18世紀後半にはほとんど輸出されなくなった。

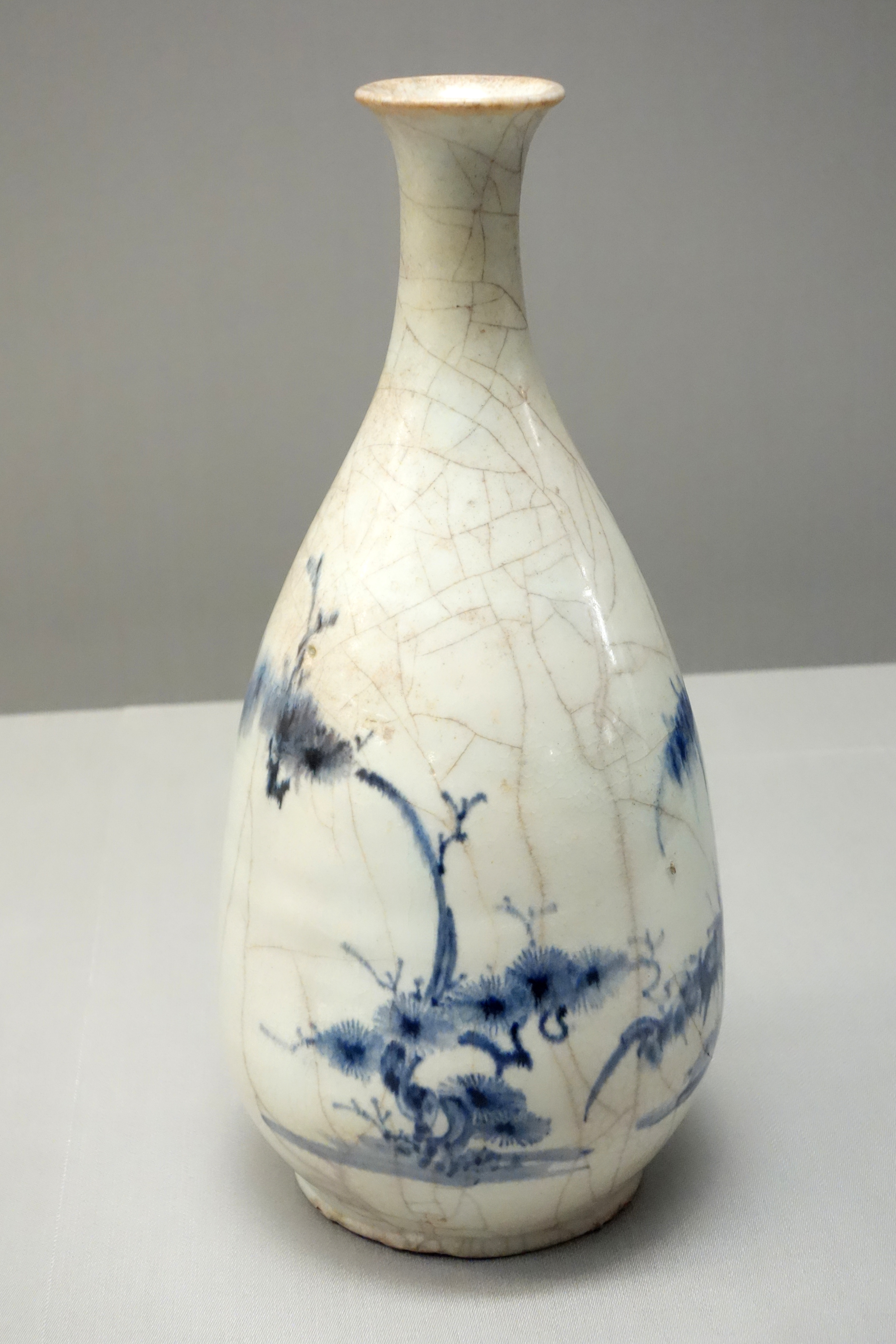
染付松竹梅文徳利 初期伊万里 東京国立博物館
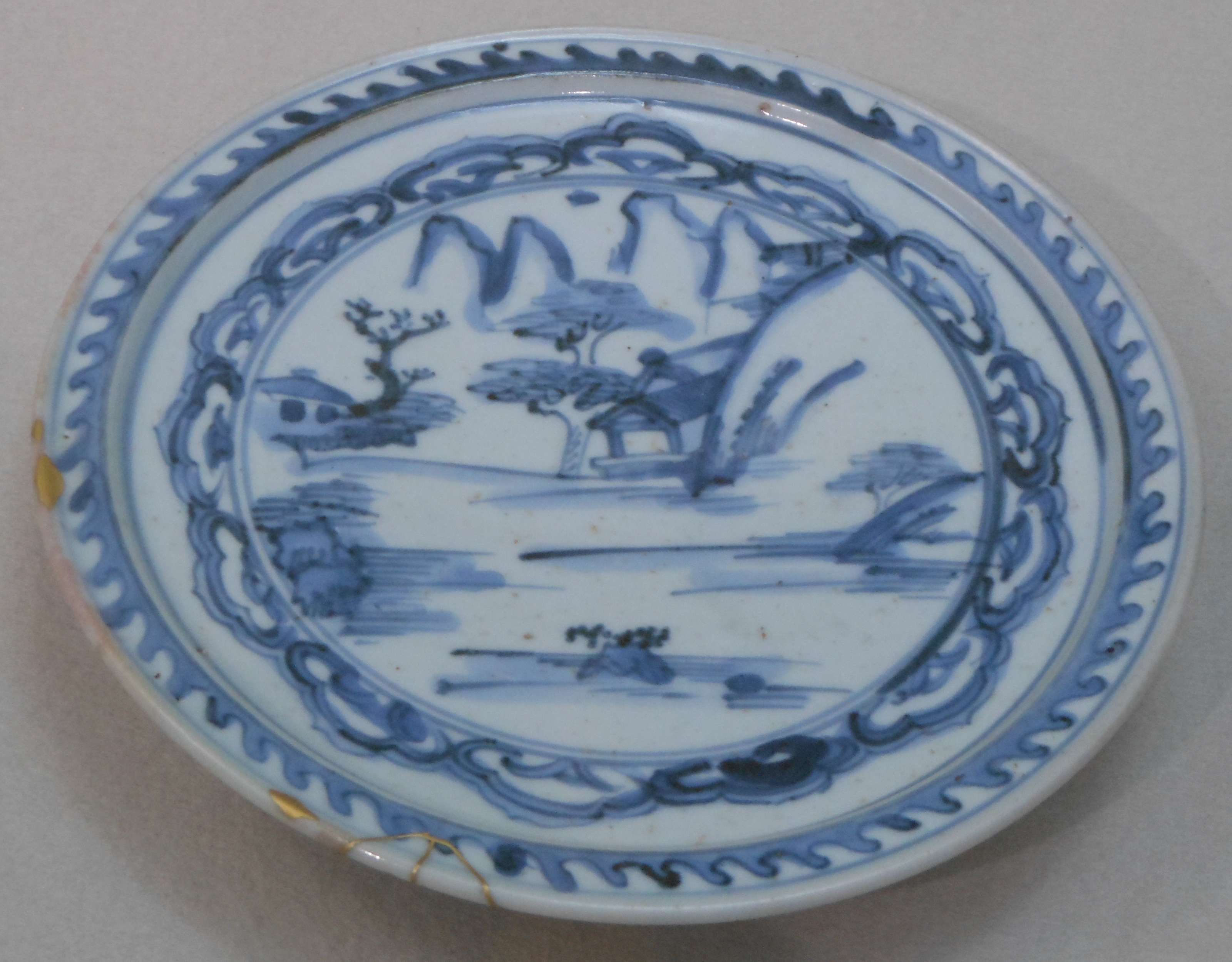
染付楼閣山水文皿 1640-1650年代 佐賀県立九州陶磁文化館
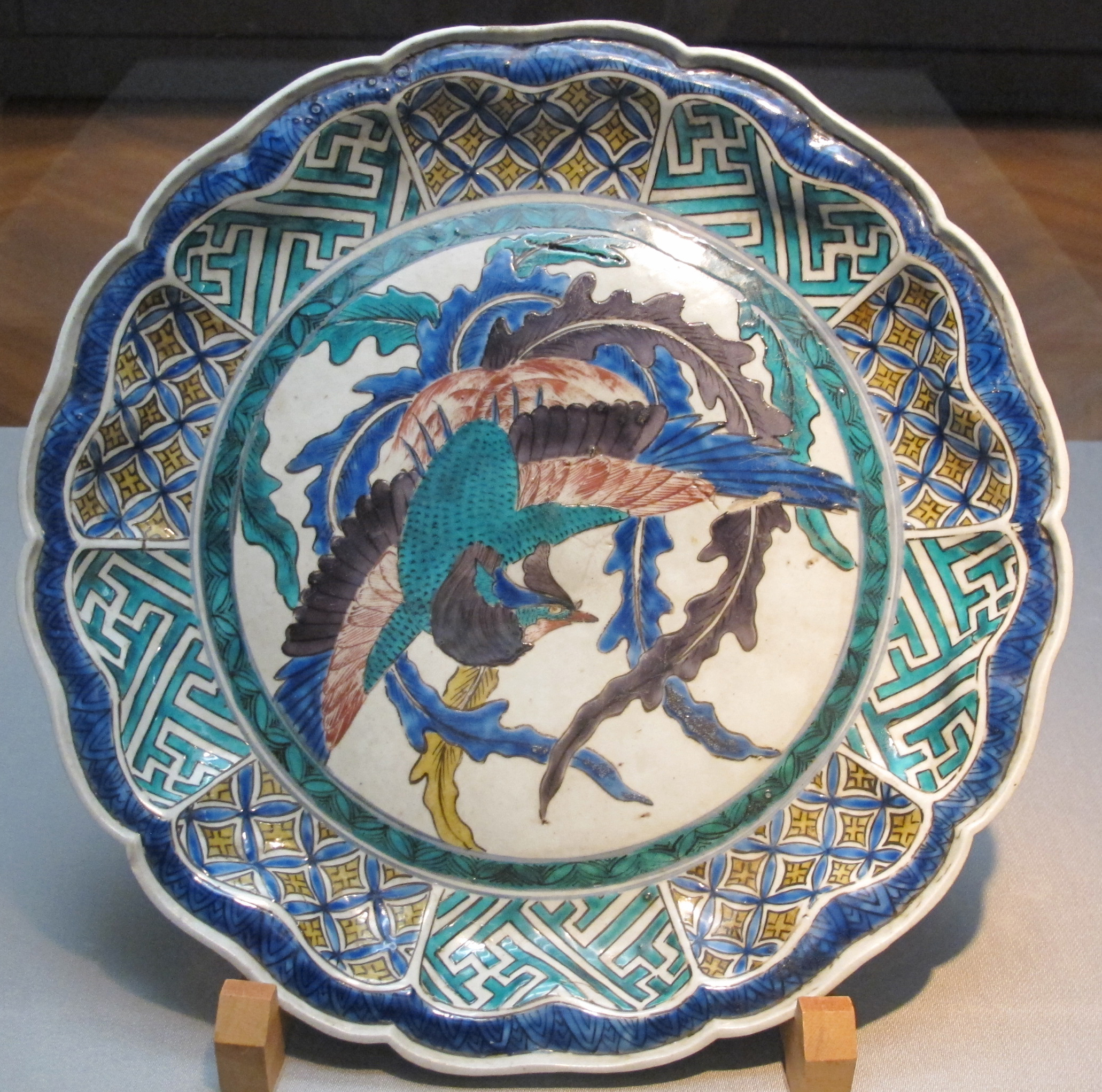
色絵飛鳳文輪花鉢（初期色絵）東京国立博物館
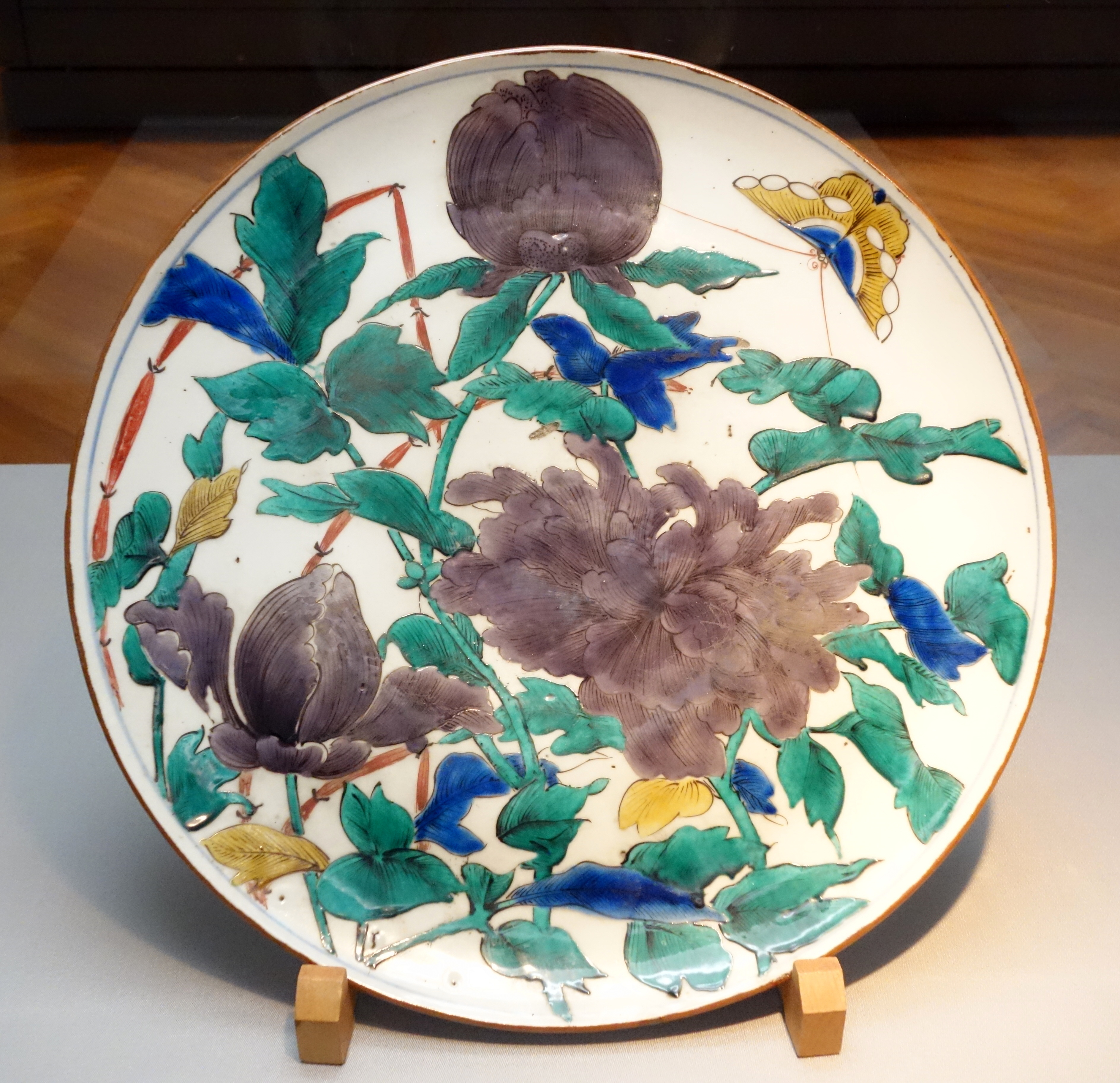
色絵牡丹蝶文大皿（初期色絵）東京国立博物館
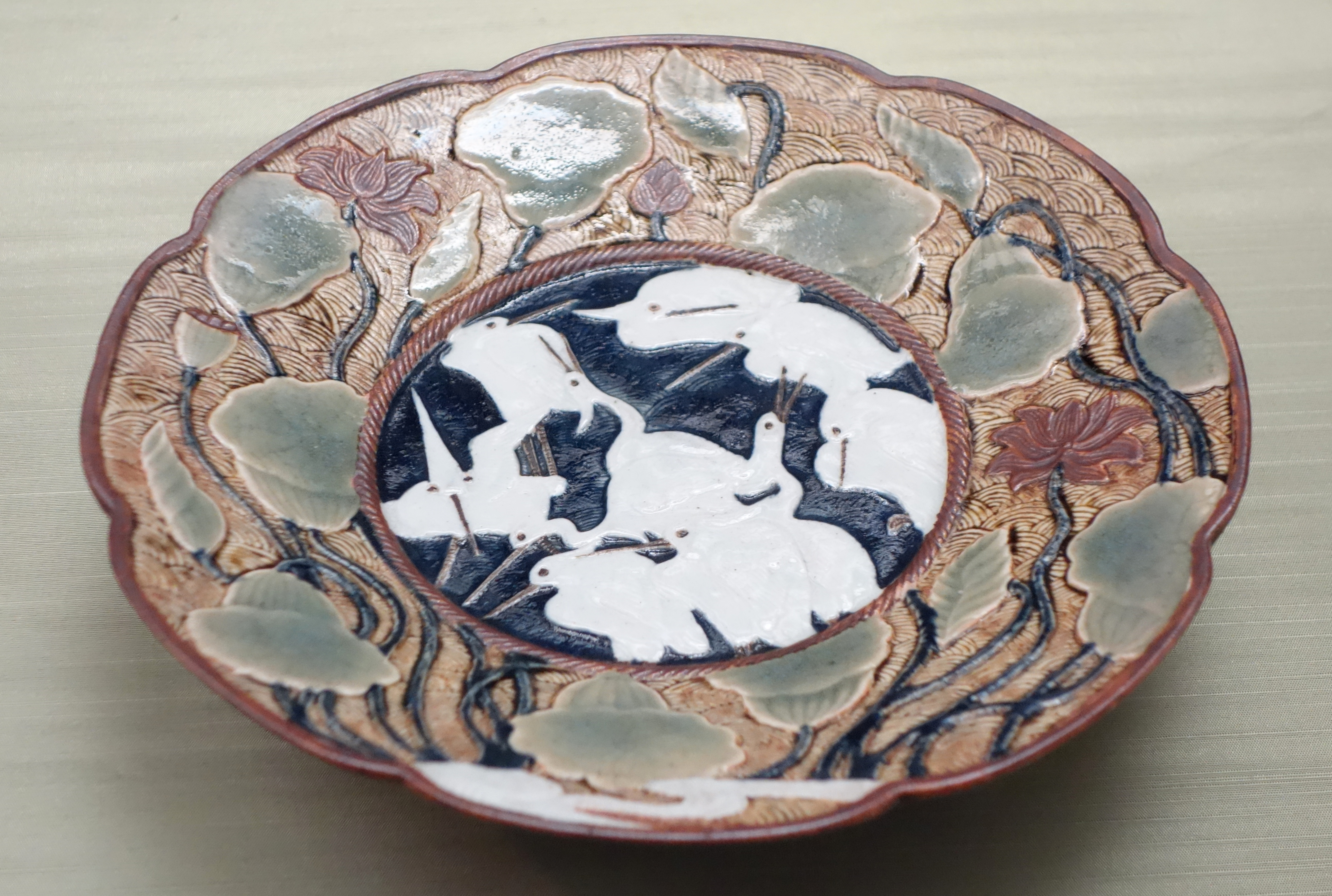
青磁瑠璃釉蓮鷺文三足皿 東京国立博物館
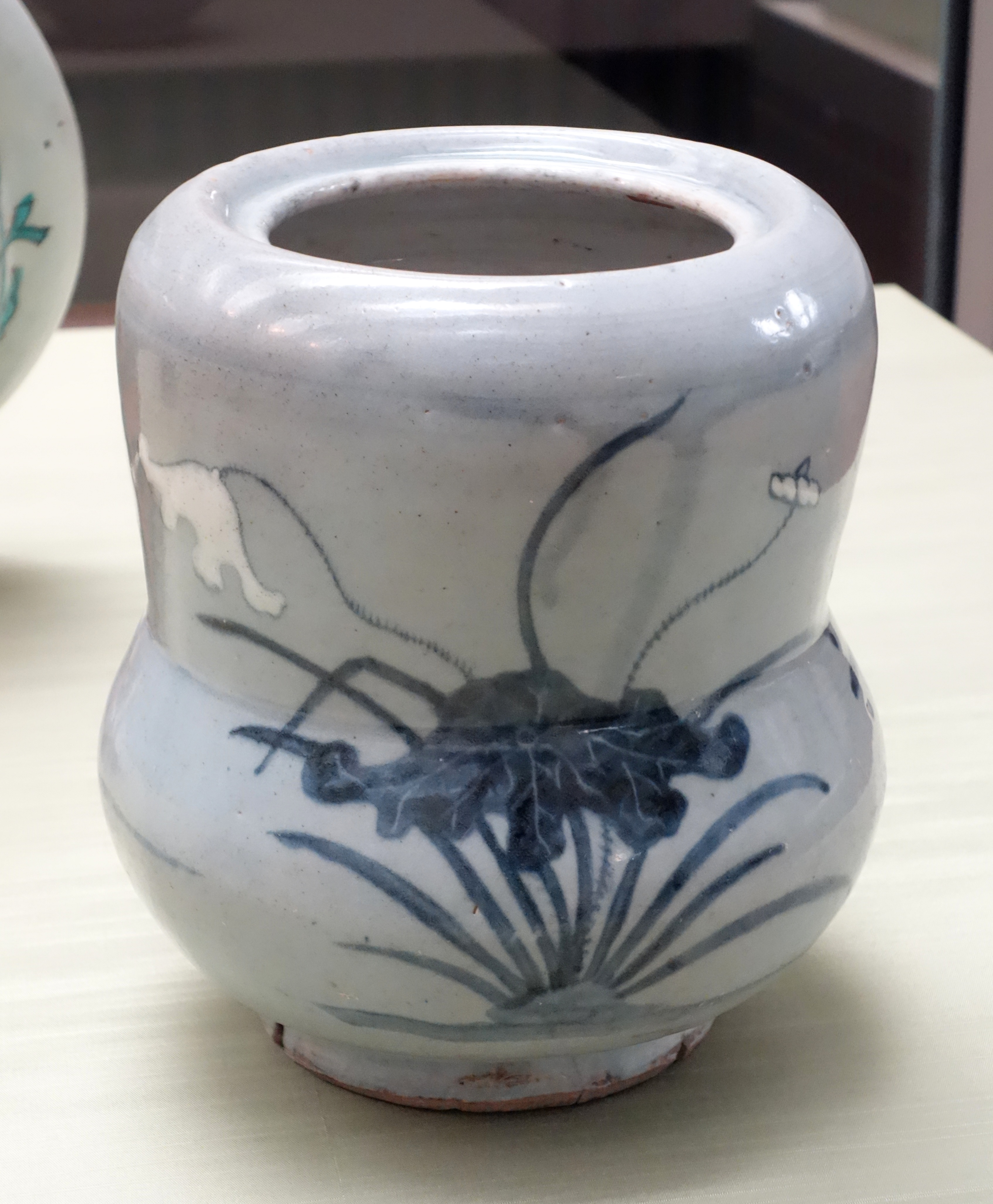
染付蓮文胴締水指 東京国立博物館
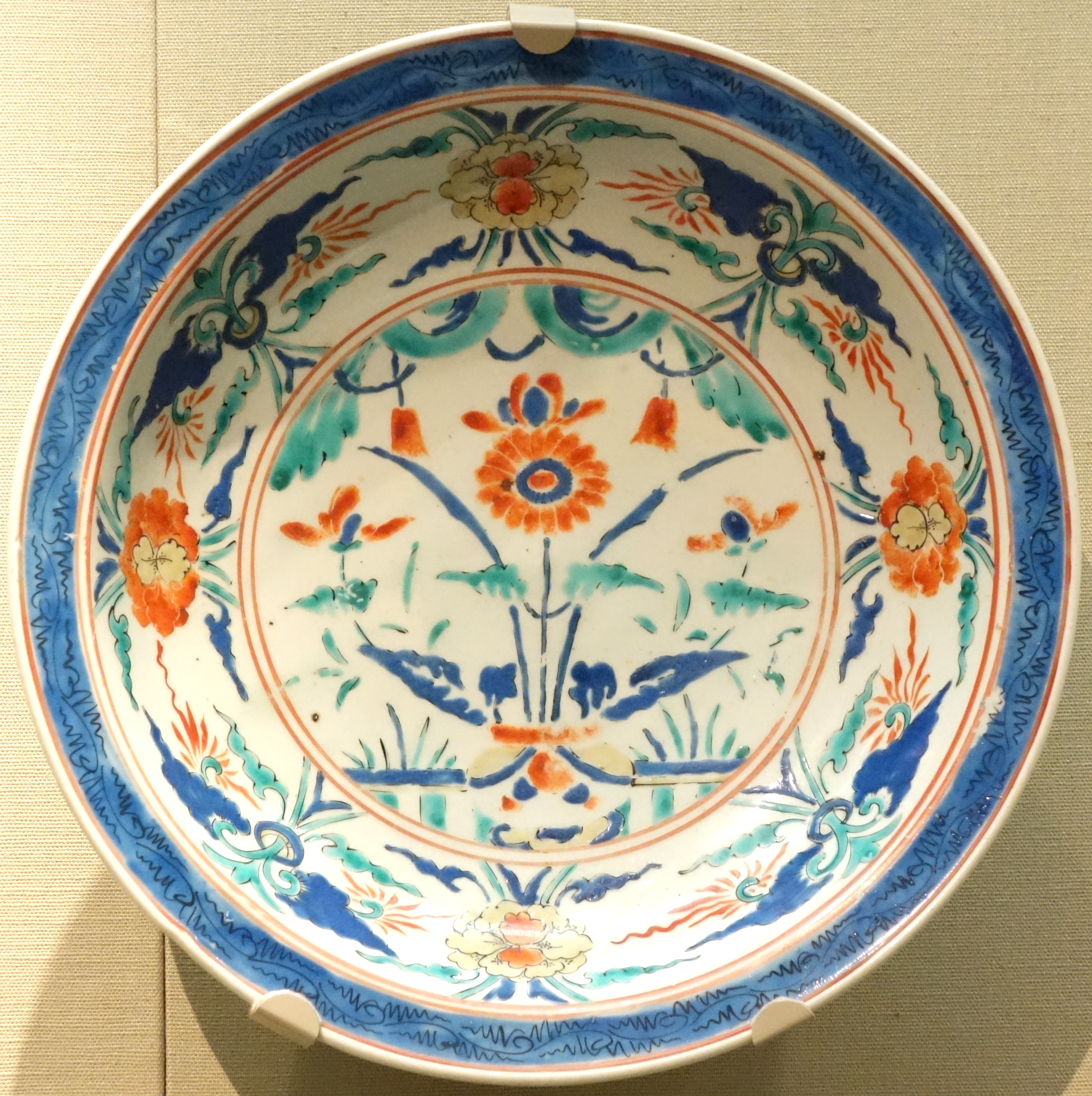
色絵花卉文大皿柿右衛門様式17世紀 東京国立博物館
色絵唐人物文大壺（柿右衛門様式）東京国立博物館
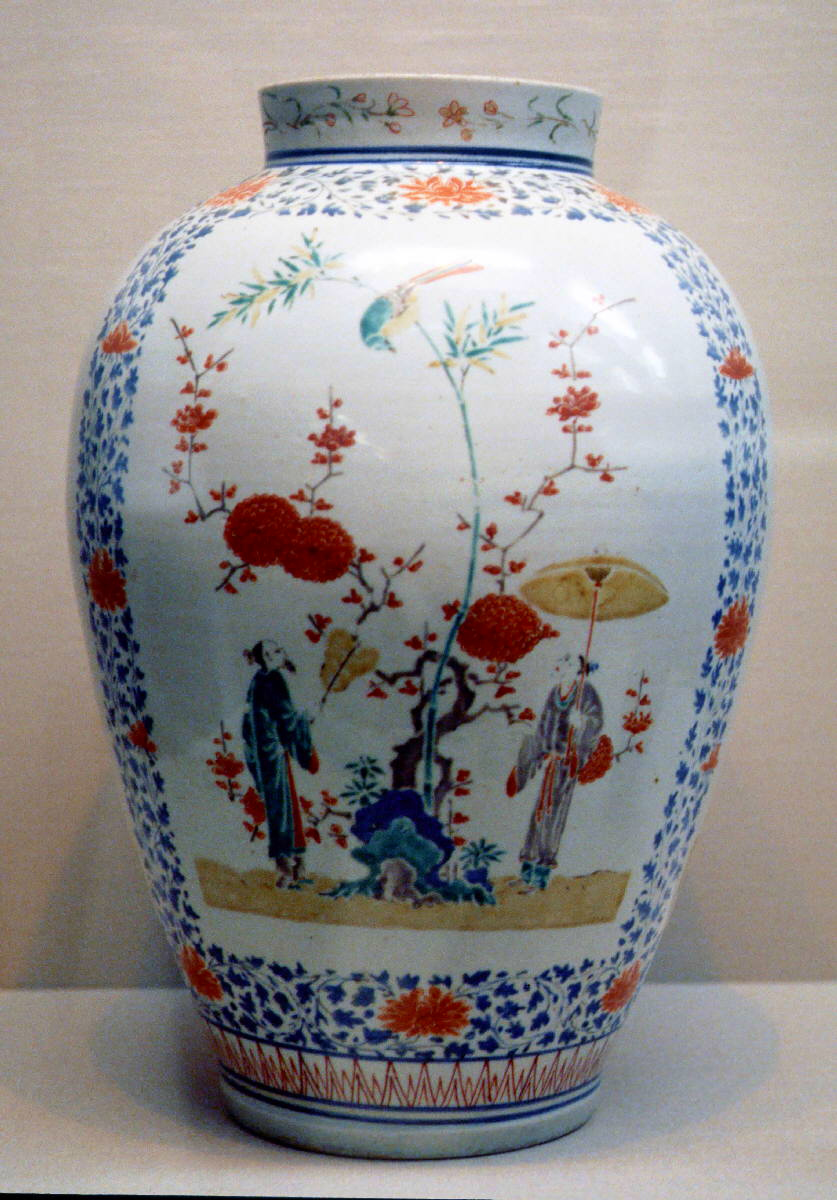
色絵花鳥文深鉢（柿右衛門様式）東京国立博物館
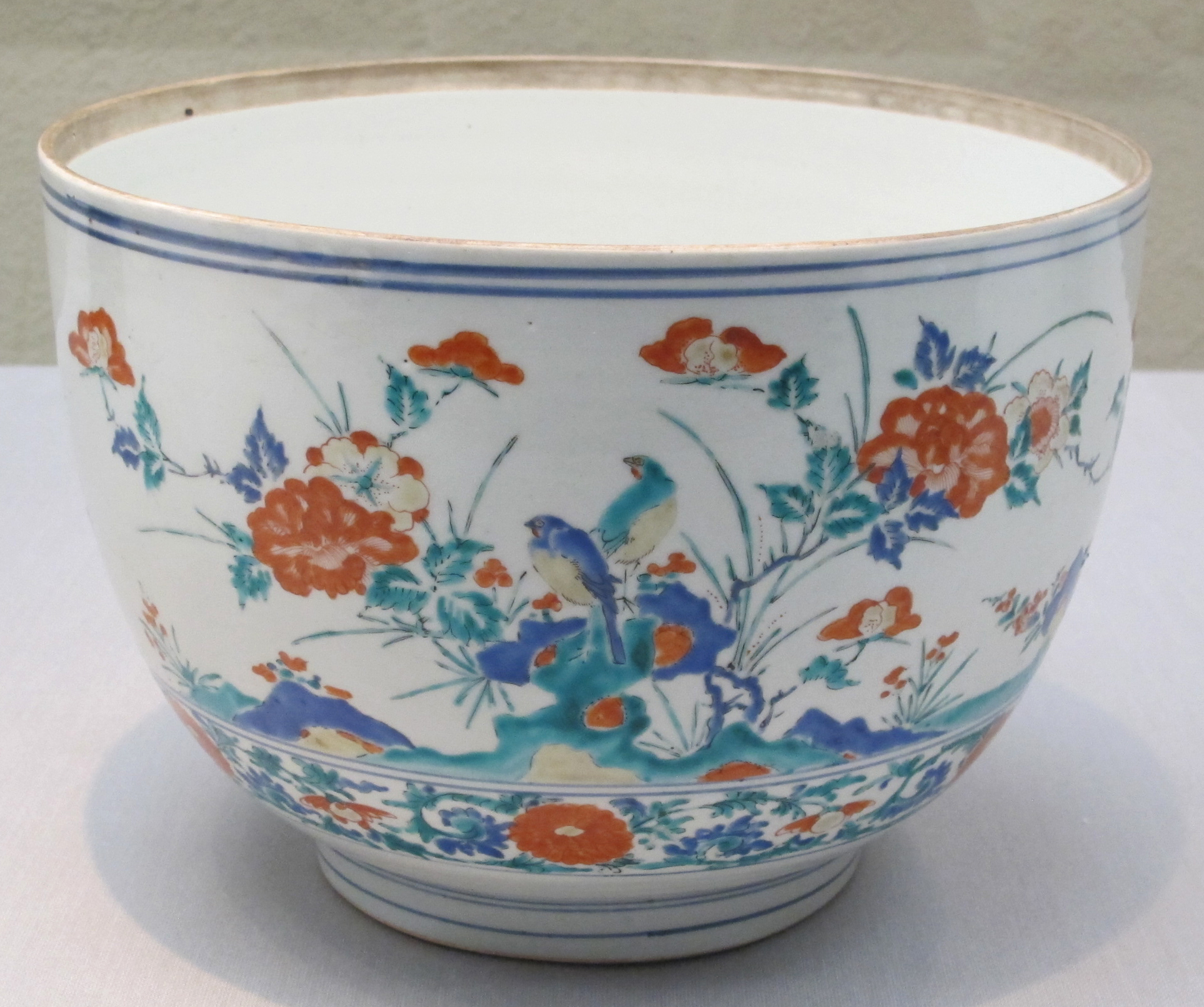
色絵花鳥文深鉢（柿右衛門様式）東京国立博物館
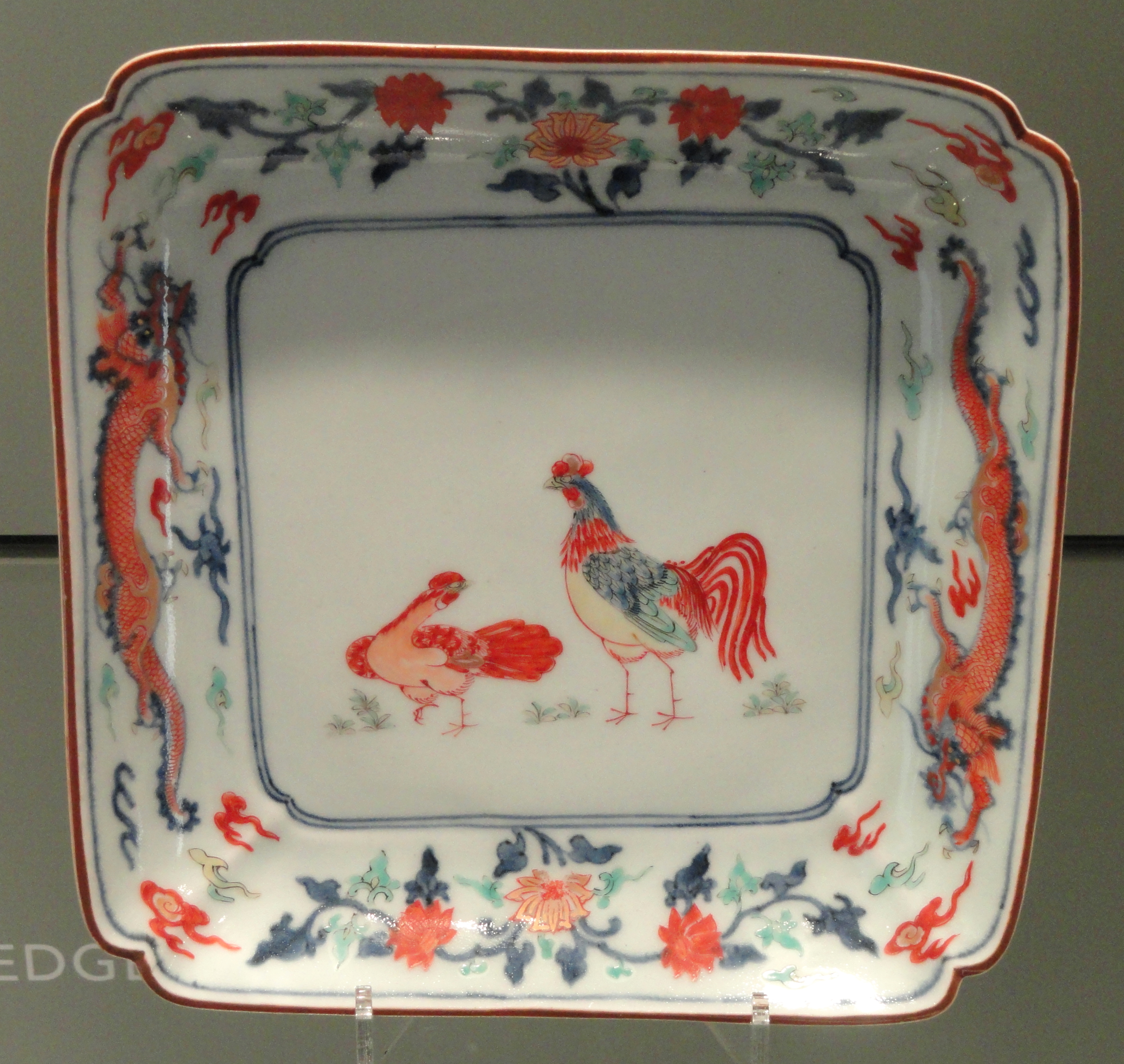
色絵鶏龍文角皿 17世紀後半
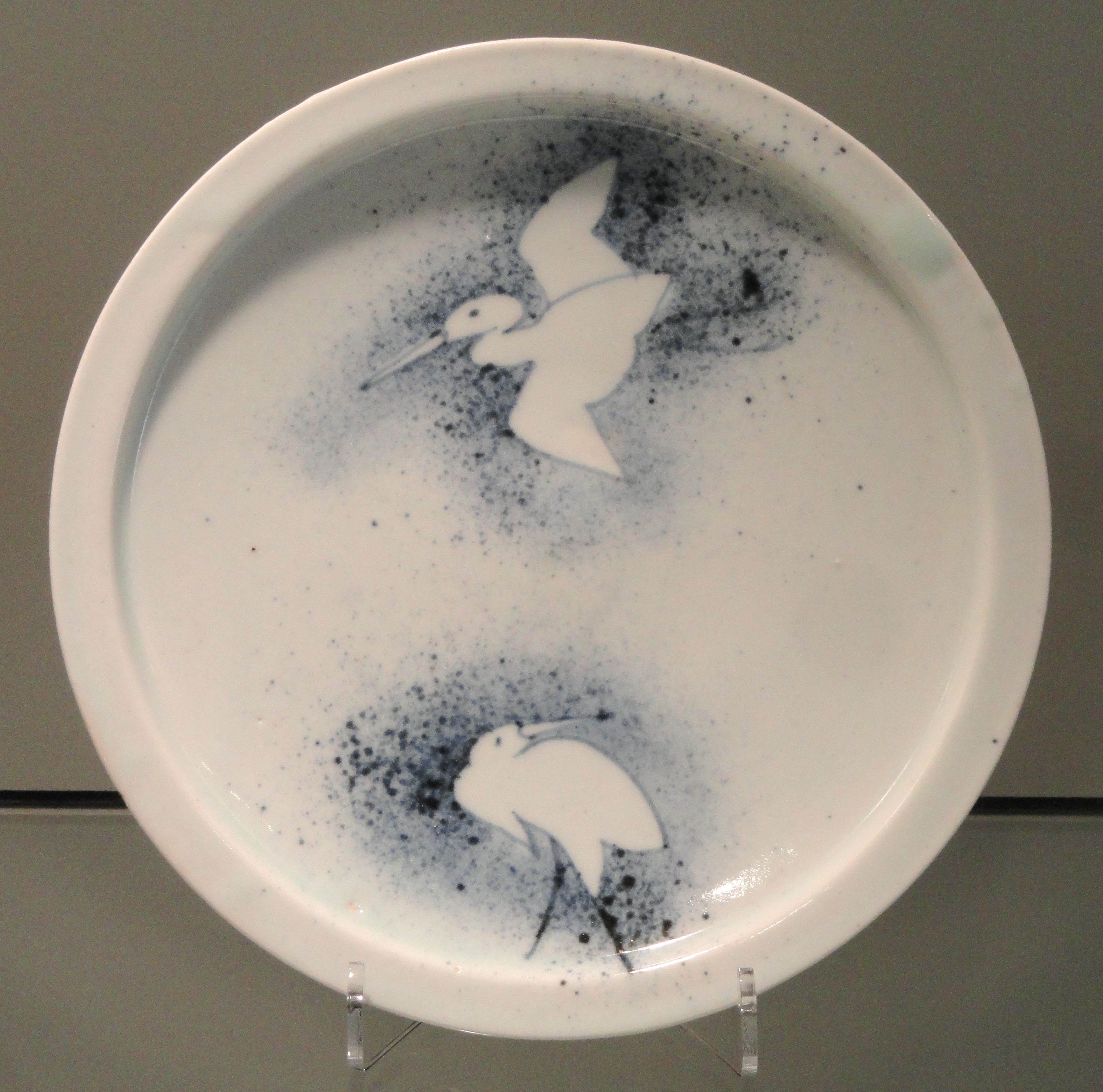
染付吹墨鷺文皿 17世紀半ば
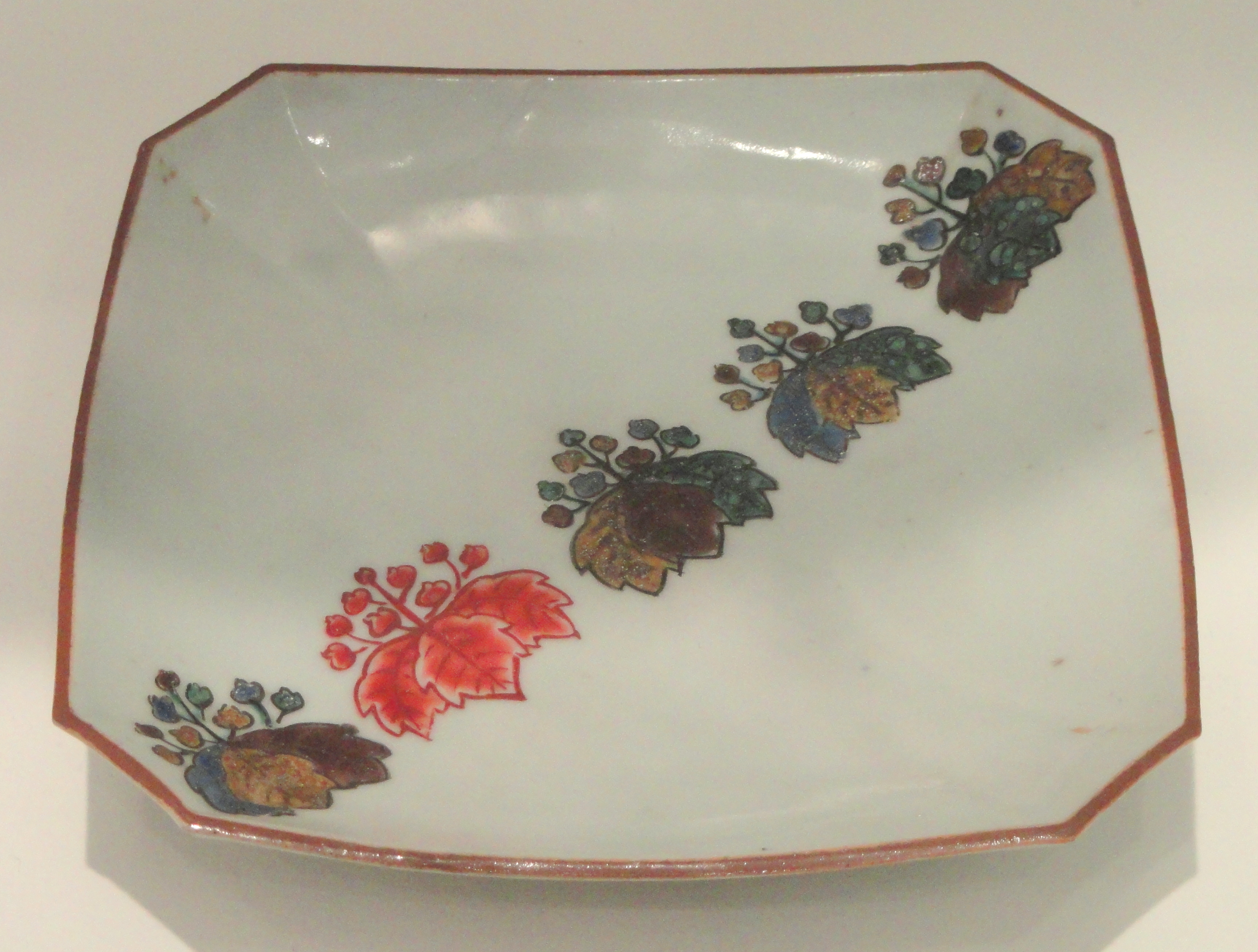
色絵桐文角皿 17世紀半ば
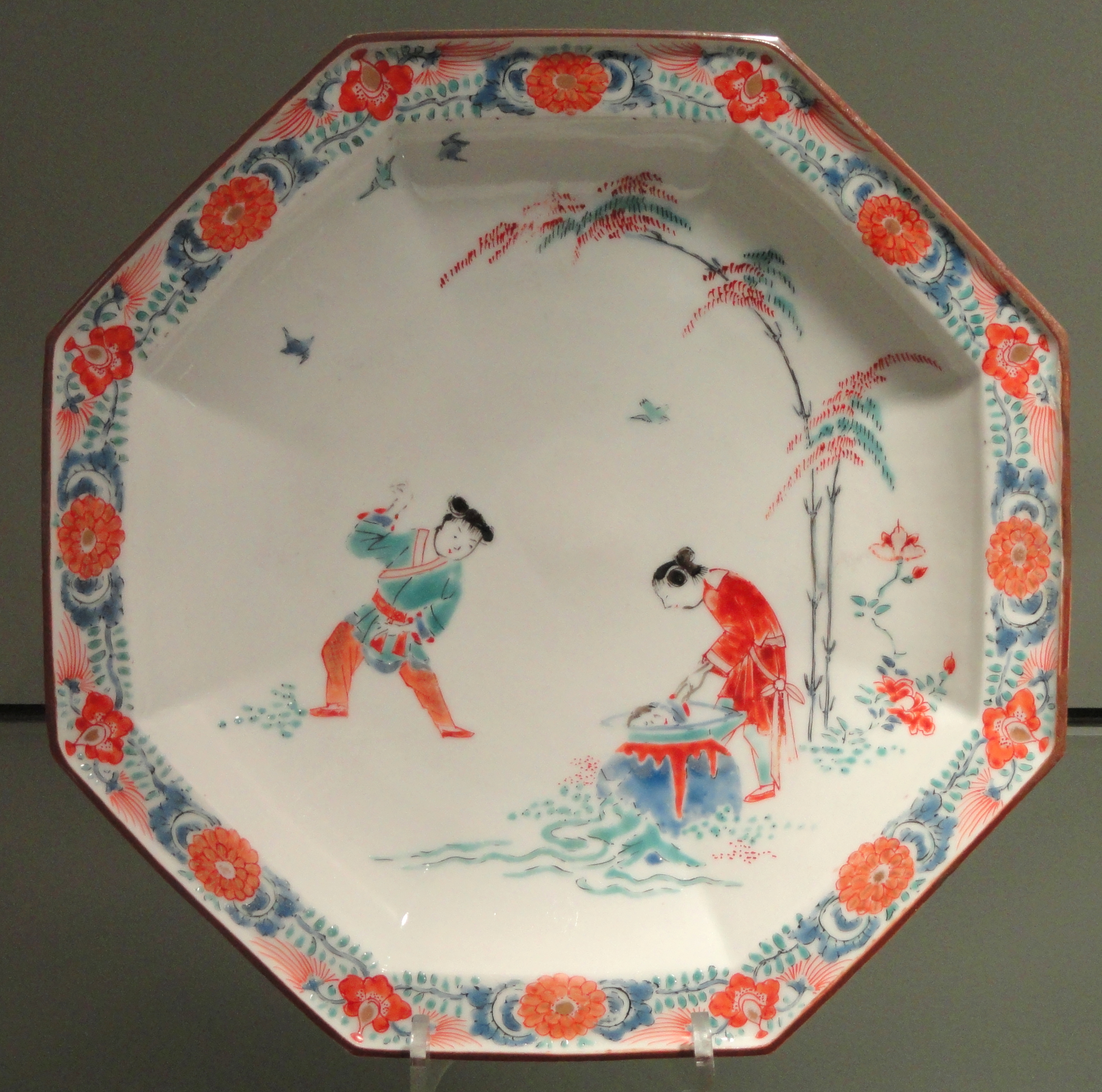
色絵甕割唐子文八角皿 17世紀末
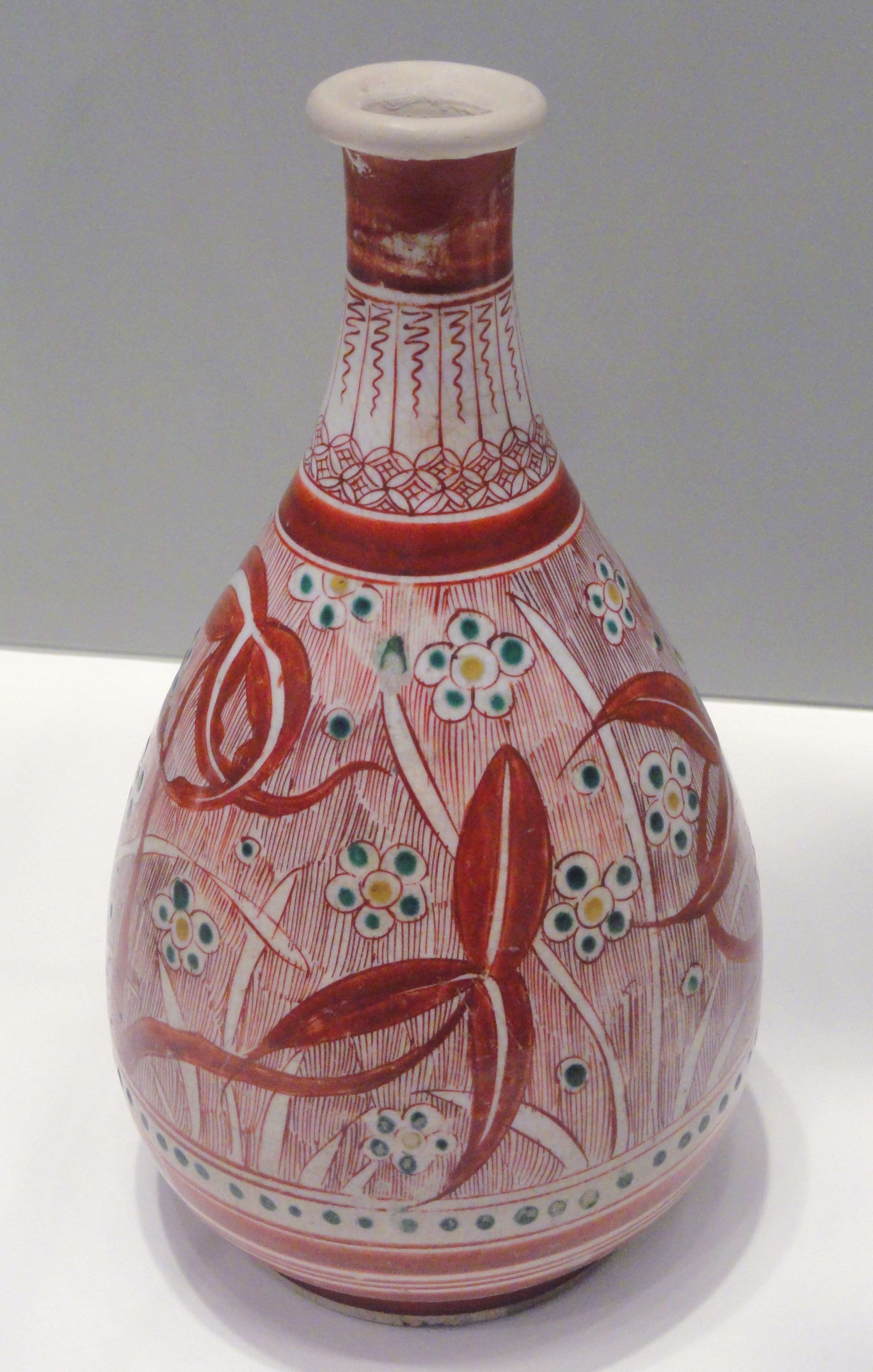
色絵梅花沢潟文徳利 17世紀半ば
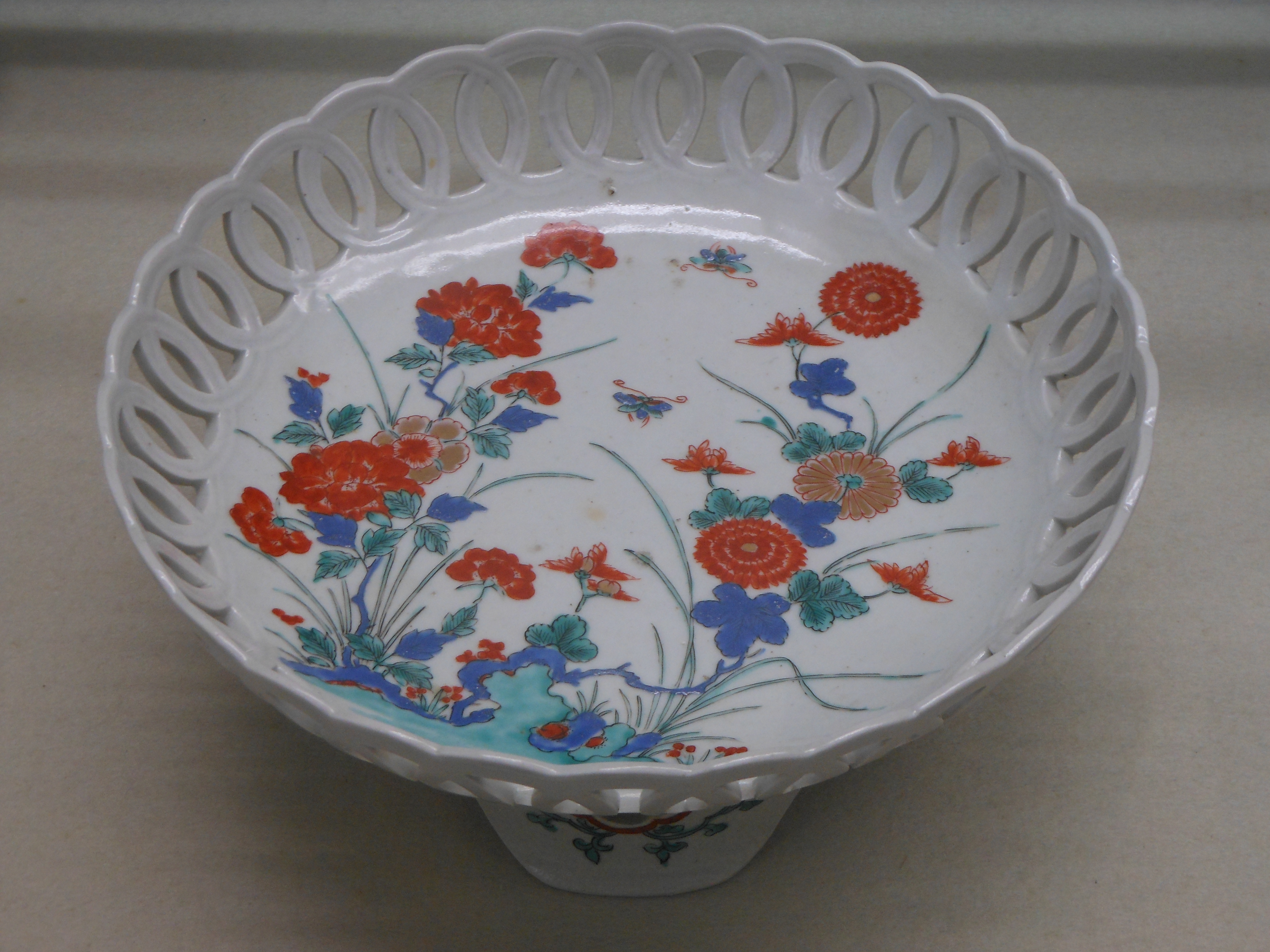
色絵菊牡丹文輪繋台鉢 1680-1700年代 佐賀県立九州陶磁文化館
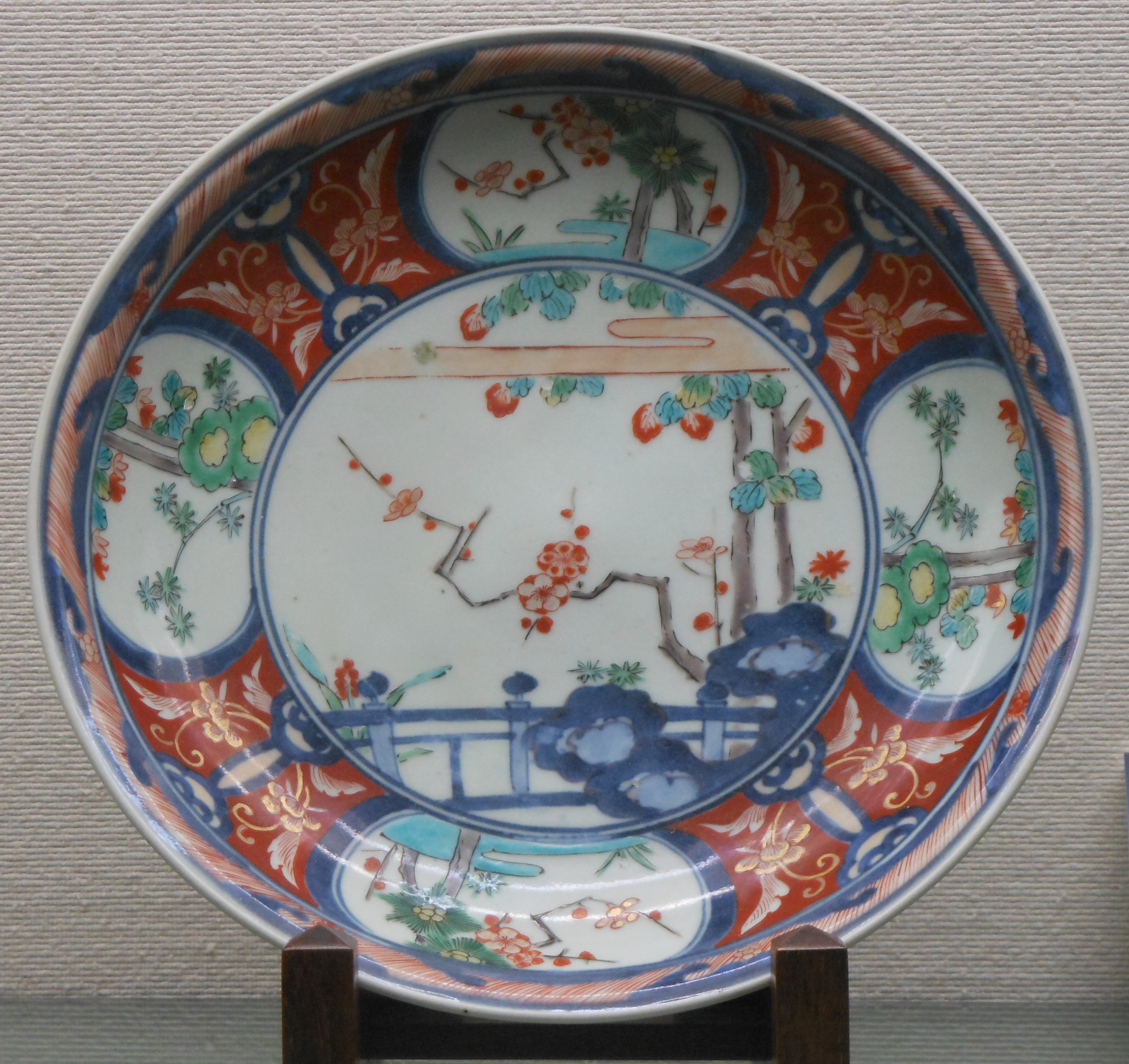
色絵梅欄干窓絵文皿 1700-1730年代 佐賀県立九州陶磁文化館
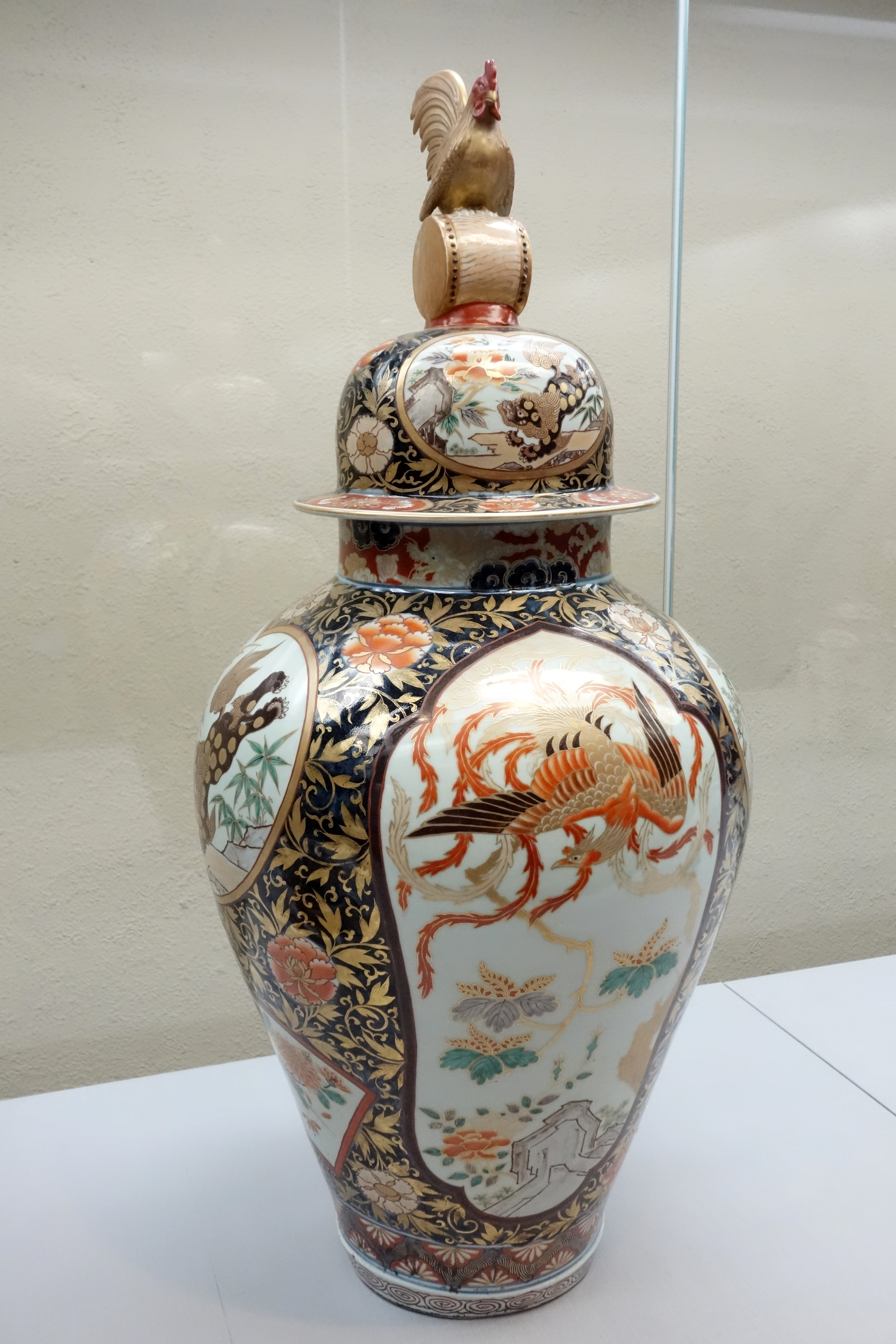
色絵獅子鳳凰文有蓋大壺 東京国立博物館
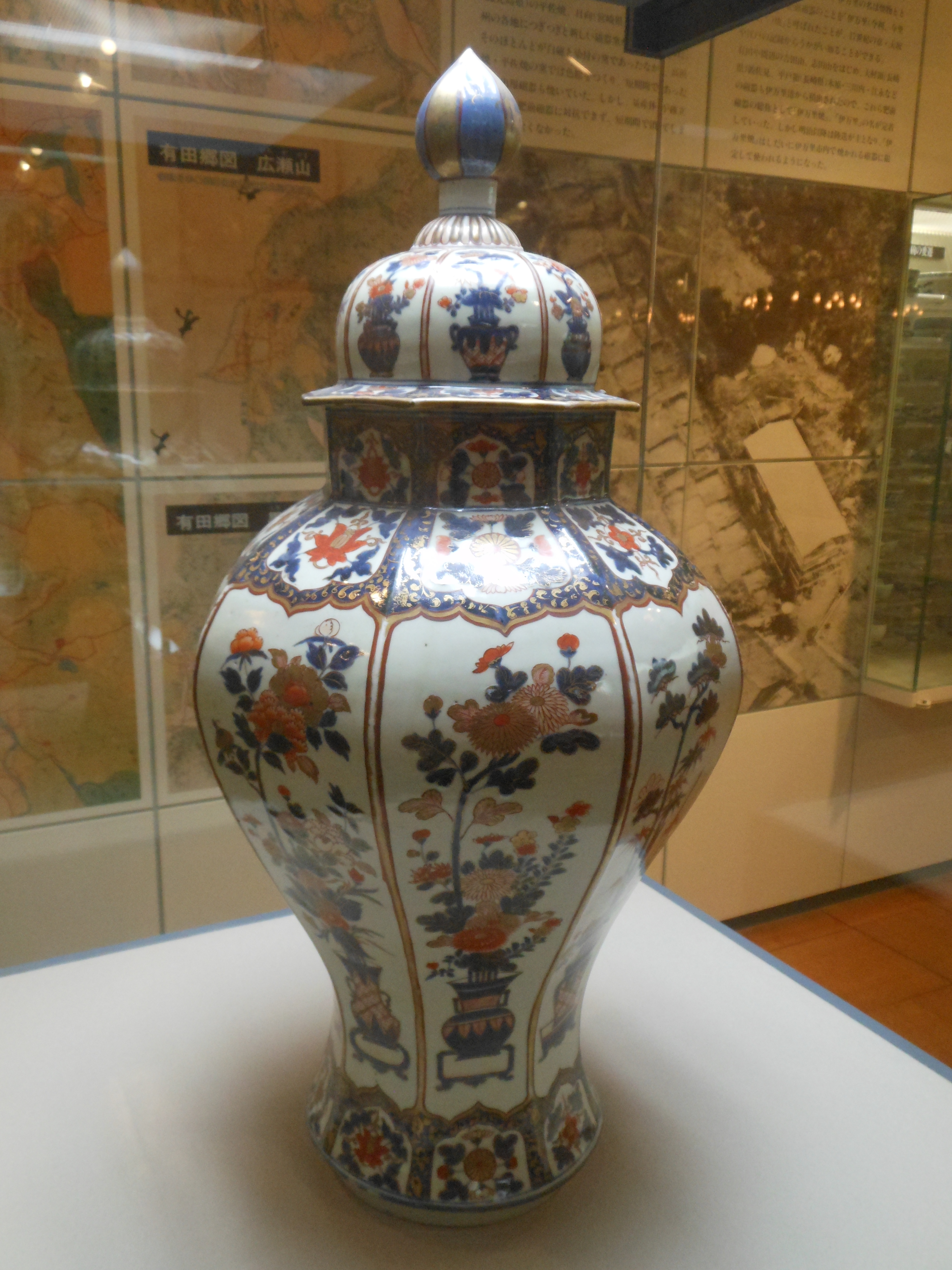
色絵花籠文八角大壺 18世紀前半 佐賀県立九州陶磁文化館
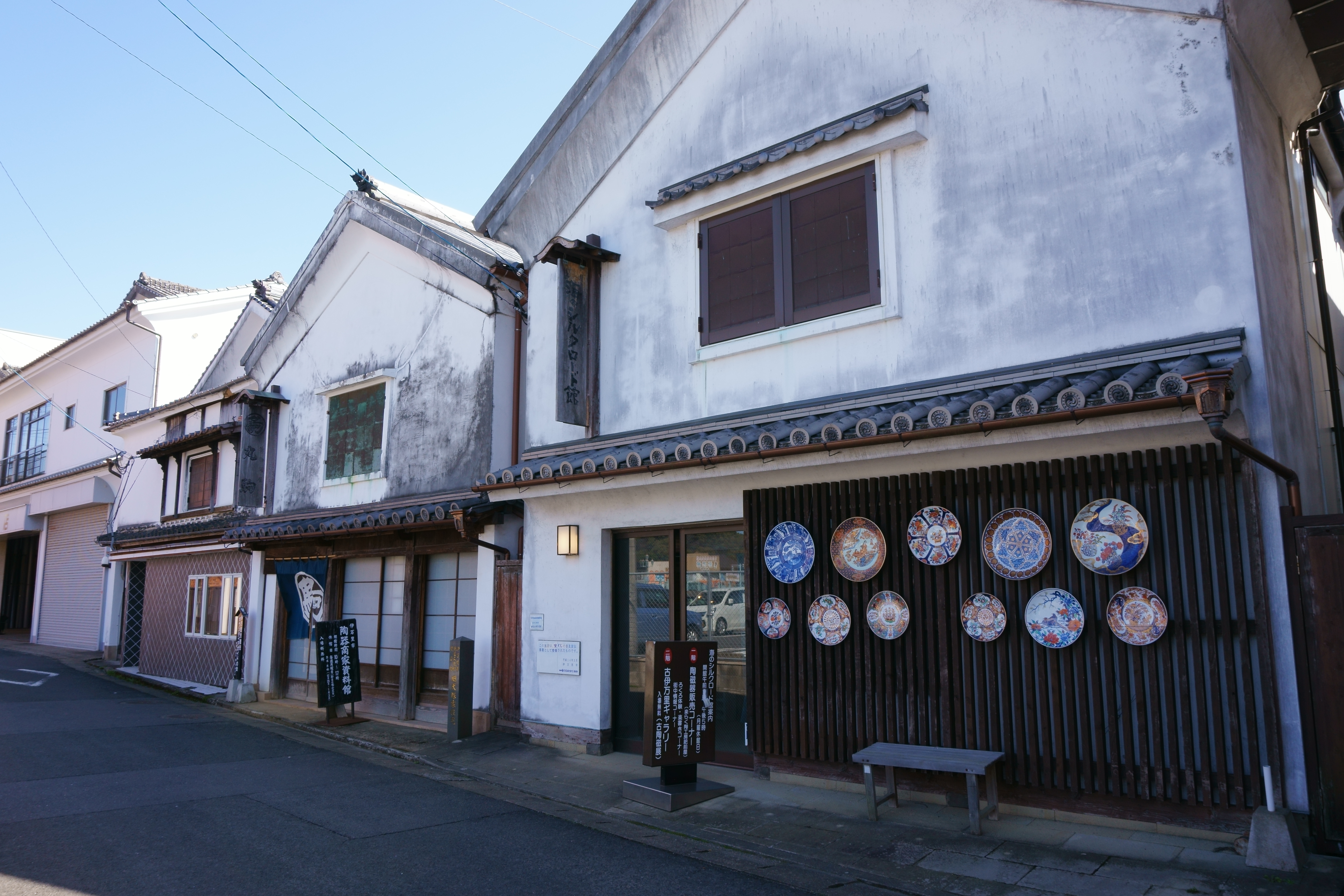
陶器商家資料館と海のシルクロード館。伊万里の旧街道には陶器商の蔵や商家が並んでいた

## 金襴手様式
金襴手とは陶磁用語で(きんらんで)と読む。絵付した後，金を焼き付けて文様を表したもので，赤絵，色絵に施す金彩との配色が織物の金襴(金糸で文様を織り出した織物)と似ているところからこの名が出た。16世紀中ごろ中国江西省景徳鎮民窯で作られ発達、江戸時代中期に日本に持ち込まれ白磁をベースに赤地に金彩で文様を表す金襴手が流行した。福右衛門窯では現代的な転写技術に頼らず、脈々と受け継がれてきた伝統的な手法による作陶が行われており献上手古伊万里焼最後の担い手と言われている。

## 関連文献
- 野上建紀「一七世紀後半～一八世紀前半における肥前磁器のアメリカ大陸への流通」『交通史研究』第72巻、交通史学会、2010年、1-23頁、doi:10.20712/kotsushi.72.0_1。